# ساشا گودلت
ساشا گودلت (انگلیسی: Sasha Goodlett؛ زادهٔ ۹ اوت ۱۹۹۰) بازیکن بسکتبال اهل ایالات متحده آمریکا است.